# Rzodkiew zwyczajna
Rzodkiew zwyczajna (Raphanus sativus) – gatunek roślin obejmujący trzy odmiany i wiele kultywarów. Obecnie występuje tylko w uprawie i jest uprawiany w wielu regionach świata. W Polsce występuje głównie jako roślina uprawna, lecz przejściowo dziczeje (ergazjofigofit).

## Morfologia

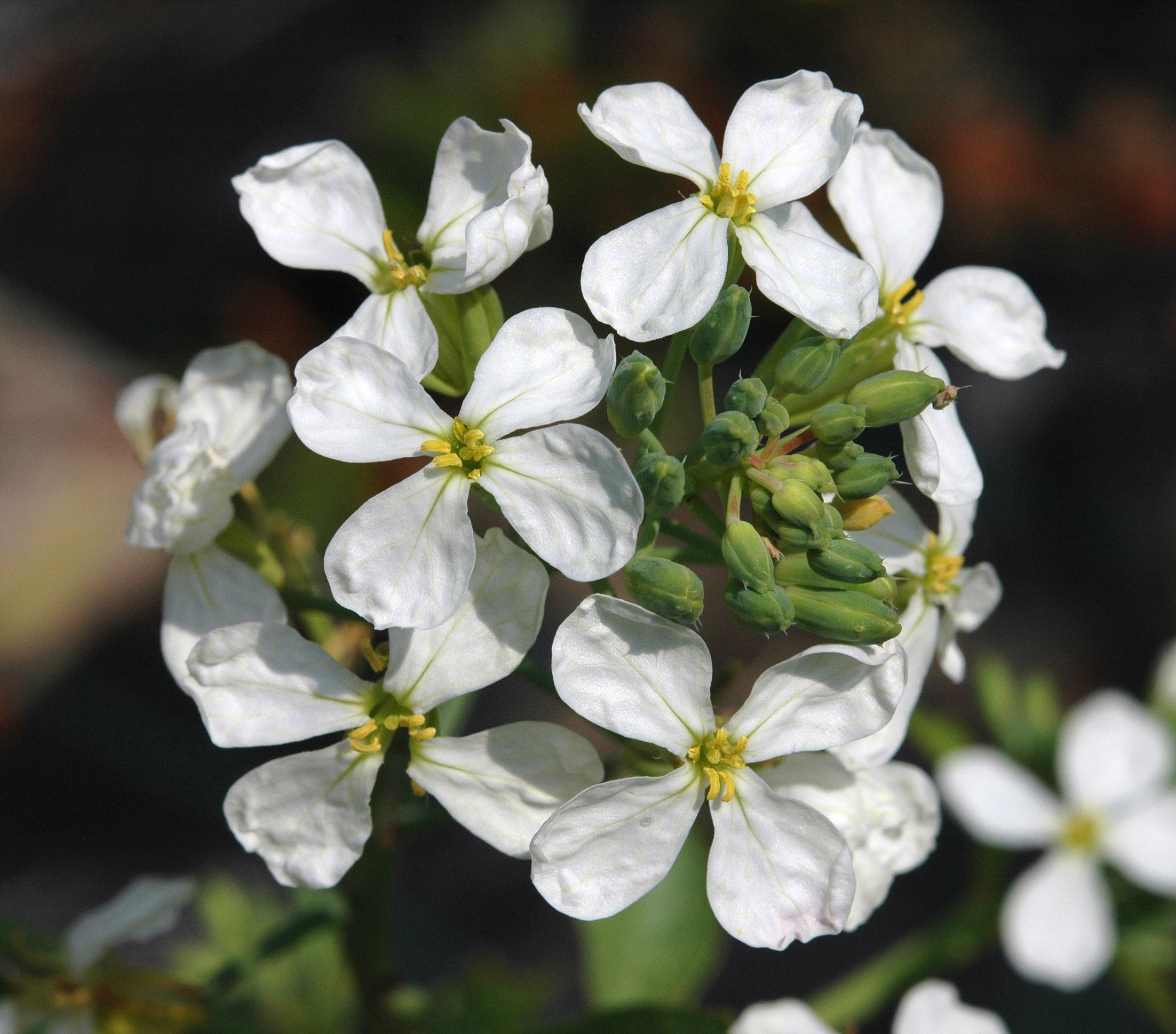
Kwiaty

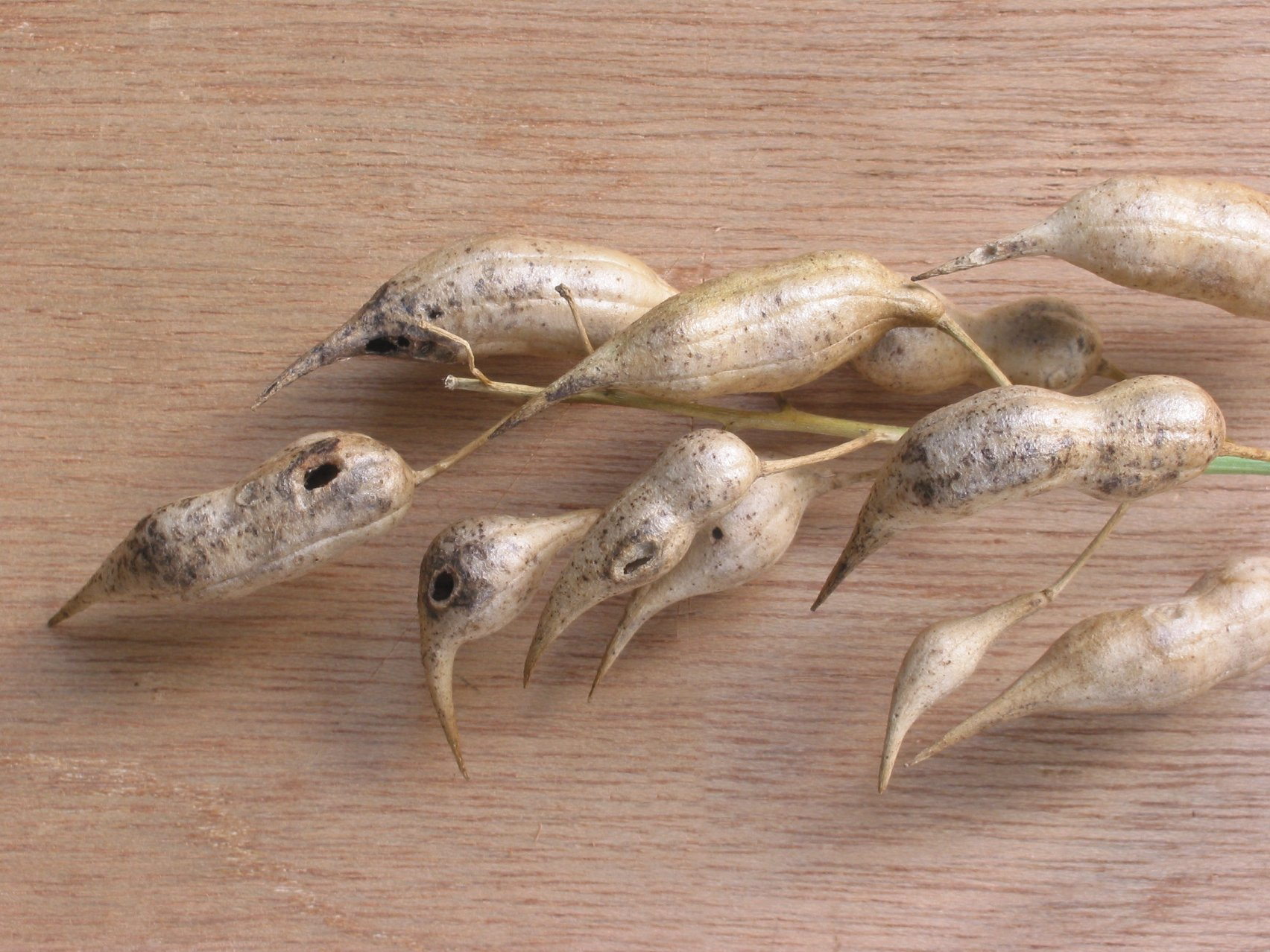
Owoce

ŁodygaWzniesiona, gruba, dęta, szorstko owłosiona.  Osiąga wysokość 15–60 cm (wyjątkowo do 100 cm).
LiścieUlistnienie skrętoległe, liście lirowate. Dolne liście pierzastowrębne i nieregularnie ząbkowane, górne liście niepodzielone.
KwiatyZebrane w grono na szczytach pędów. Kielich stulony w długą nibyrurkę. Korona barwy białej lub liliowej i posiadająca wyraźną nerwację na płatkach. 4 łopatkowate płatki korony silnie rozchylone na boki, 6 długich pręcików rozchylonych na boki, jeden słupek z całobrzegim znamieniem.
OwocGąbczasta i zgrubiała, poprzecznie paciorkowato przewężona łuszczyna zakończona małym dzióbkiem. Po dojrzeniu rozpada się na jednonasienne odcinki.

## Biologia i ekologia
Roślina jednoroczna lub dwuletnia. Słupek i pręciki dojrzewają równocześnie, roślina owadopylna, kwitnie od maja do czerwca. Roślina miododajna i dobre źródło pyłku dla pszczół. 

## Odmiany
Występuje w 3 odmianach:
- Raphanus sativus L. var. mougri H. W. J. Helm
- Raphanus sativus L. var. oleiformis Pers. – rzodkiew oleista
- Raphanus sativus L. var. sativus – rzodkiewka

## Zastosowanie
Roślina uprawna: różne odmiany rzodkwi uprawiane są głównie jako warzywa, ale bywa uprawiana również jako roślina oleista i pastewna.